# MIA (agence de presse)
La MIA (macédonien : МИА - Медиумска информативна агенција [Mediumska Informativna Agencija], litt. « Agence d'information média ») est la plus grande agence de presse de la Macédoine du Nord. Elle diffuse et distribue environ 300 articles par jour, concernant la Macédoine, les Balkans, l'Europe et le reste du monde. Elle publie essentiellement en macédonien, mais diffuse aussi des informations en anglais et en albanais. Ses services opèrent tous les jours, de sept heures à minuit. Ses domaines principaux sont les actualités politiques, économiques, sociales, locales et culturelles. Elle propose aussi du contenu photo et audio.
La MIA emploie une cinquantaine de journalistes et une trentaine de correspondants installés à l'étranger et dans les régions du pays. Son siège se trouve à Skopje, la capitale du pays. L'agence a été établie en 1992 par une décision parlementaire, mais n'a été activée qu'à partir du 30 septembre 1998, sous le nom d'« Agence macédonienne d'information » (Македонска информативна агенција [Makedonska Informativna Agencija]). D'abord publique, son capital a été ouvert en 2006 par décision gouvernementale. En mars 2019, après le changement de nom en Macédoine du Nord avec l'entrée en vigueur de l'accord de Prespa, elle change son nom d'« Agence macédonienne d'information » en « Agence d'information média », gardant les mêmes initiales MIA.
Elle a d'abord publié en macédonien et en anglais, puis en albanais à partir de 1999. Elle a été une source d'informations importante lors de la guerre du Kosovo puis lors du conflit de 2001 en Macédoine. Elle collabore notamment avec les agences AFP (France), DPA (Allemagne), Tanjug (Serbie) et ANA-MPA (Grèce), ainsi qu'avec le service international de la BBC, la Deutsche Welle, Radio Free Europe et Voice of America.